# I miei successi Vol.3
I miei successi Vol.3 è una raccolta del cantante italiano Gianni Celeste, del 1992. Si tratta del terzo volume dei suoi migliori successi.

## Tracce
1. Pè restà cu tte
2. M'è conquistato
3. Amici
4. Scugnizziello
5. Io e te
6. Ragazza madre
7. Angela
8. N'ata bugia
9. T'aspetto
10. Intimità
11. La promessa
12. Pe stà cu tte
13. Si tu
14. Cu tte 'mparadiso
15. Ultimi giorni d'estate
16. Non buttare l'amore